# Dave Herman
(en) Statistiques sur pro-football-reference
Pour les articles homonymes, voir Herman.
David Jon Herman, dit Dave Herman, né le 3 septembre 1941 à Bryan (Ohio) et mort le 19 octobre 2022 à Valhalla (État de New York), est un joueur américain de football américain.

## Biographie

### Enfance
Dave Herman étudie à l'Edon High School d'Edon dans l'Ohio.

### Carrière
De 1961 à 1963, Dave Herman évolue avec l'équipe de football américain des Spartans de Michigan State représentant l'université d'État du Michigan. Il est sélectionné au huitième tour de la draft 1963 de la NFL par les Giants de New York au 110e choix mais également par les Jets de New York sur la draft de l'AFL, au vingt-septième tour. Après une saison de rookie où il est remplaçant à plusieurs postes de la ligne offensive, il s'installe au poste d'offensive guard droit chez les verts, devenant titulaire à partir de 1965.
L'attaquant est considéré comme l'un des artisans de la victoire des Jets au Super Bowl III. Replacé comme offensive tackle droit par l'entraîneur Weeb Ewbank, provocant la mise sur le banc de Sam Walton, Herman fait face à Bubba Smith contre les Colts de Baltimore et ne concède qu'un sack. Il est nommé au All-Star Game de l'AFL à deux reprises, en 1968 et 1969, et réalise toute sa carrière chez les Jets, signant un contrat de plusieurs années en 1970 pour 30 000 dollars assurés par saison.
En avril 1974, Dave Herman prend sa retraite sportive. Plusieurs années plus tard, en 2014, il annonce être atteint d'une encéphalopathie traumatique chronique.